# Stephen Colletti

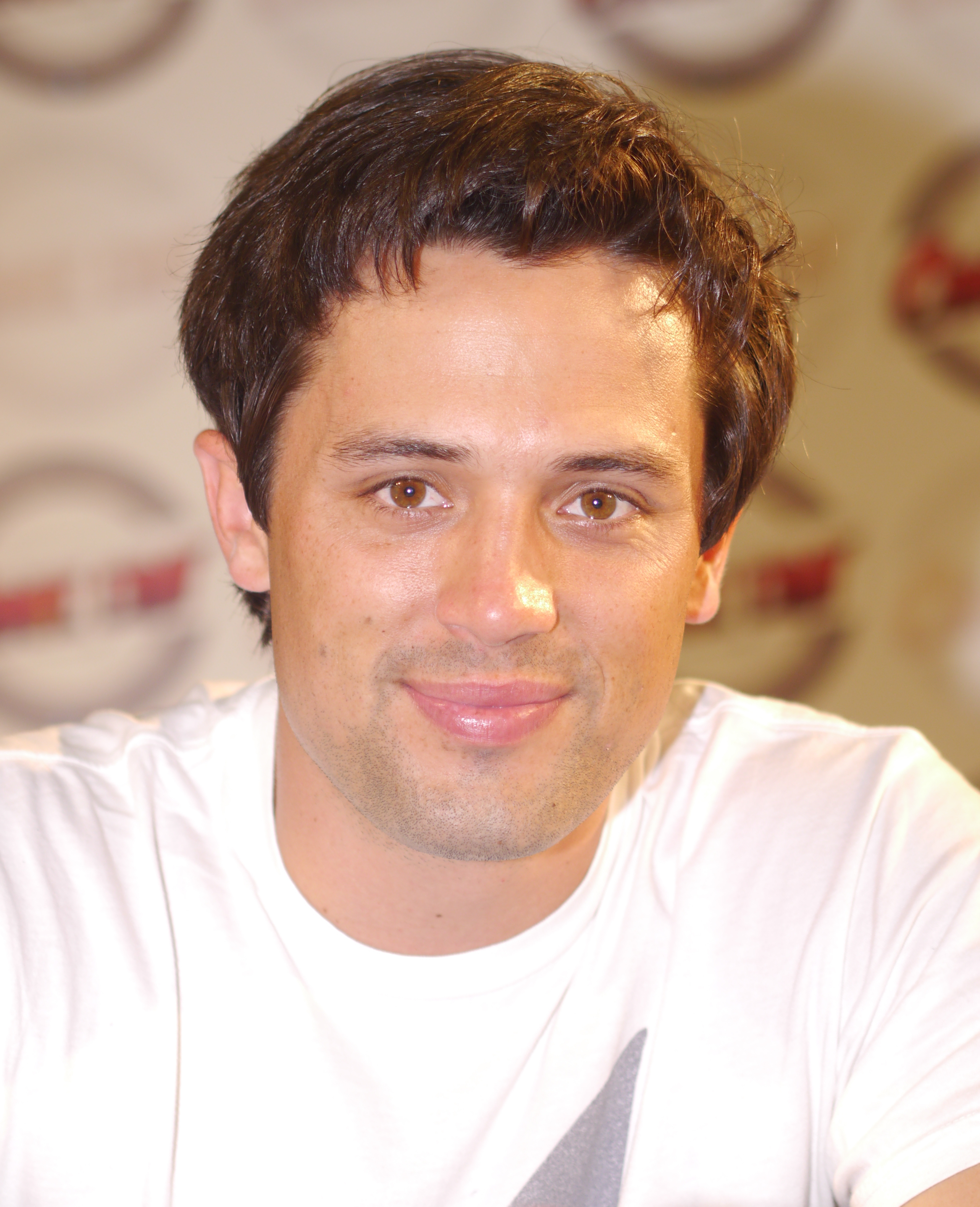
Stephen Colletti bei der Comic-Con (2012)

Stephen August Colletti (* 7. Februar 1986 in Newport Beach, Kalifornien) ist ein US-amerikanischer Schauspieler. 

## Leben
Er ist bekannt durch Fernsehserien wie Laguna Beach und unter anderem One Tree Hill, wo er an der Seite von Chad Michael Murray spielte. Von 2006 bis 2007 war er mit Hayden Panettiere, Schauspielerin der Erfolgsserie Heroes, liiert.

## Filmografie
- 2004–2005: Laguna Beach (Laguna Beach: The Real Orange County, Fernsehsendung, 27 Folgen)
- 2005: Cleats of Imminent Doom
- 2007: Eine ganz normale Clique (Normal Adolescent Behavior)
- 2007–2012: One Tree Hill (Fernsehserie, 53 Folgen)
- 2008: Tinslestars
- 2008: The Hills (Fernsehserie, Folge 3x26)
- 2010: Tötet Katie Malone (Kill Katie Malone)
- seit 2013: Hit the Floor (Fernsehserie)
- 2016: Suicide Note – Falscher Verdacht (Suicide Note)

## Musik
- 2009: Taylor Swift – White Horse (Nebendarsteller im Musikvideo)

## Auszeichnungen
Er wurde bei den Teen Choice Awards des Jahrs 2005 für seine Darbietung in der MTV-Reality Show Laguna Beach in der Kategorie Choice TV Reality/Variety Star – Male nominiert.